# Sinal de Lenander
O Sinal de Lenander é um sinal semiológico que, quando presente, é sugestivo de Apendicite. Sua vigência é determinada, no decorrer do Exame Físico, pela dissociação entre as Temperaturas Axilar e Retal em mais de 01°C. Em outras palavras, o Sinal de Lenander está presente quando a mensuração da Temperatura Retal supera a Axilar em mais que 1°C. As Temperaturas Corporais podem ser aferidas de forma simples e rápida, com o auxílio de um Termômetro.